# Chimes Blues
Chimes Blues ist ein Blues, den King Oliver verfasste und 1923 veröffentlichte. Der Titel, der sich zum Jazzstandard entwickelte, wird häufig mit Louis Armstrong, dem herausgestellten Solisten auf der ersten Plattenaufnahme, assoziiert. „You heard the future“ merkte Gary Giddins zu Armstrongs erstem aufgenommenen Solo an.

## Hintergrund

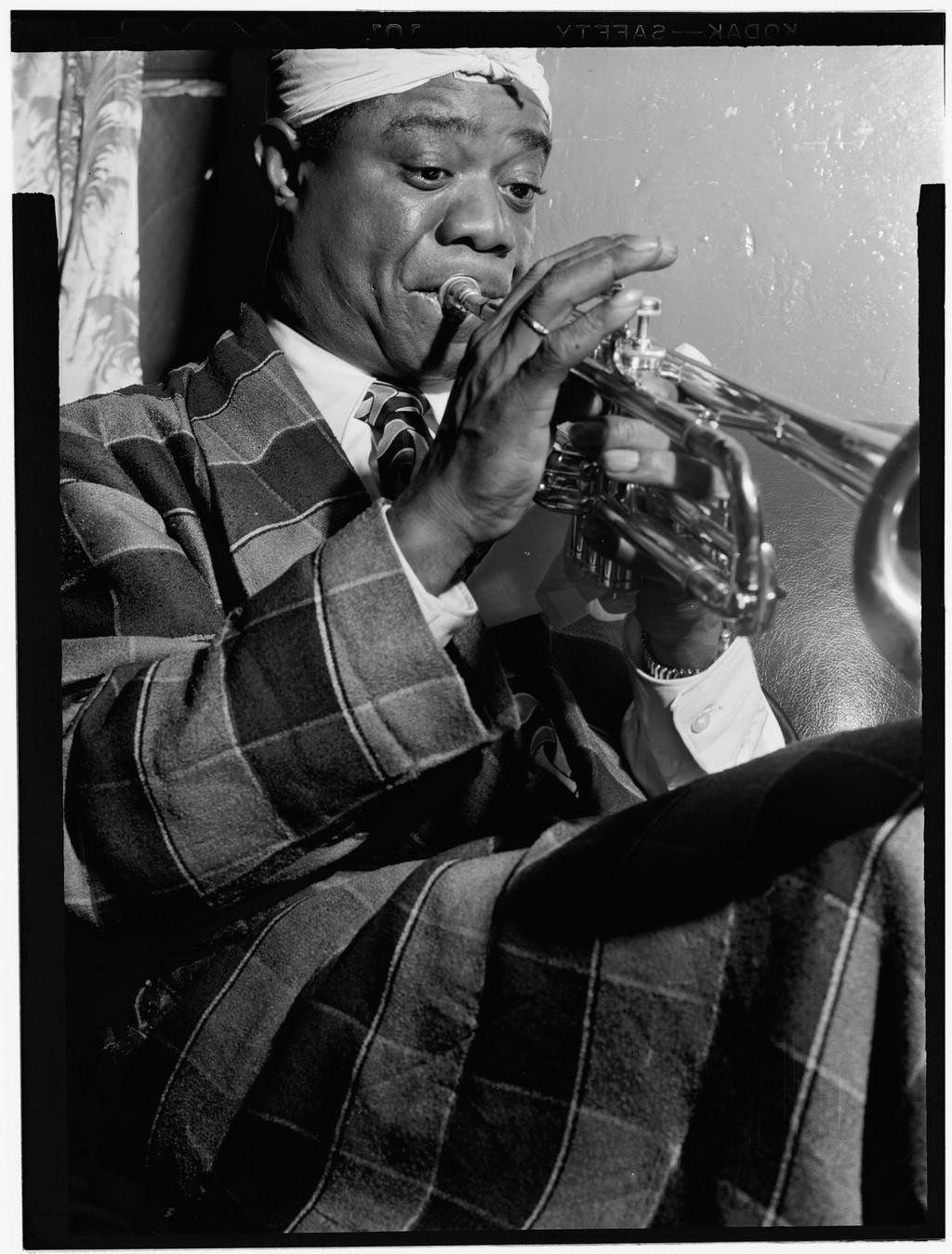
Louis Armstrong im Nachtclub Aquarium, New York, circa Juli 1946. Fotografie von William P. Gottlieb

Der mit King Oliver and His Creole Jazz Band aufgenommene Titel enthielt die erste Plattenaufnahme eines Kornett-Solos von Louis Armstrong. Chimes Blues „ist ein gemächlicher zwölftaktiger Blues in C“. Nach Ansicht der Armstrong-Biografin Ilse Storb ist „der Formverlauf und die Instrumentation [...] einfach:
Nach vier Takten Introduktion folgen zwei Chorusse polyphon-lineare und zwei Chorusse homophon-klangliche Kollektiv-Improvisation. Lil imitiert zwei Blues-Abschnitte lang Röhrenglocken auf dem Klavier, und zwar in gebrochenen Akkorden, in hoher Lage. Dazu spielt die Oliver-Band Akkordschläge auf der ersten Taktzeit des Vier-Viertel-Takts. Louis Armstromg improvisiert 24 Takte Solo mit einigen off beats und Triolen, melodisch-chromatischen Umspielungen, zuweilen 'dirty' in der Tongebung, mit einem 'kecken' Hochton. Das Kollektiv beendet den Blues mit einem zwölftaktigen Chorus. Die Posaune (Honoré Dutrey) spielt eine Glissando-Extroduktion von kurzen zwei Takten.“

## Erste Aufnahmen und spätere Coverversionen
King Oliver’s Creole Jazz Band (mit Louis Armstrong, Honoré Dutrey, Johnny Dodds, Lil Armstrong, Bud Scott und Baby Dodds) nahm den Titel in Richmond (Indiana) am 5. April 1923 für Gennett Records auf. Zu den Musikern, die den Song ebenfalls 1923/24 coverten, gehörten die Orchester von Frank Westphal (Columbia) und Herb Wiedoeft (Brunswick). Der Diskograf Tom Lord listet im Bereich des Jazz insgesamt 289 (Stand 2016) Coverversionen, u. a. von Chris Barber, George Brunies, Max Collie, Ken Colyer, Eddie Condon, Jimmy Dorsey, Art Hodes, Abbi Hübner, Joe Marsala, Turk Murphy, Monty Sunshine, Bob Wilber und der Dutch Swing College Band.
Der Titel ist nicht zu verwechseln mit Fletcher Hendersons Chime Blues, der ebenfalls 1923 entstand und zu einer Reihe von Titeln gehörte, die sich musikalisch mit dem Windspiel-Effekt beschäftigten. Dazu gehörten auch Johnny Dunns Four O’Clock Blues und Midnight Blues.